# Oldenlandia balfourii
Oldenlandia balfourii là một loài thực vật thuộc họ Rubiaceae. Đây là loài đặc hữu của Yemen. Môi trường sống tự nhiên của chúng là rừng khô nhiệt đới hoặc cận nhiệt đới.